# Пчелина, Софья Викторовна
Со́фья Ви́кторовна Пчелина́ (18 сентября 1912, Царевококшайск, Казанская губерния, Российская империя — 25 апреля 1999, Йошкар-Ола, Марий Эл, Россия) — русский советский педагог, общественный деятель. Завуч средней школы № 10 г. Йошкар-Олы (1947―1962). Заслуженный учитель школы РСФСР (1966). Член КПСС с 1966 года. 

## Биография
Родилась 18 сентября 1912 года в г. Царевококшайске Казанской губернии в семье фельдшера. Была пятым ребёнком и третьей по счёту дочерью в семье мещан города Царевококшайска: земского фельдшера Виктора Николаевича и земской фельдшерицы-акушерки Раисы Михайловны Пчелиных.
Поступила в Поволжский лесотехнический институт, но в 1940 году окончила Казанский педагогический институт.
С 1942 года — учитель естествознания и химии, с 1947 года — завуч средней школы № 10 г. Йошкар-Олы. В 1962—1967 годах — учитель химии средней школы № 5 г. Йошкар-Олы.
Активно занималась общественной работой: председатель городской секции учителей-химиков, агитатор, руководитель атеистического кружка. В 1966 году вступила в КПСС.
За заслуги в области народного образования в 1966 году ей присвоено почётное звание «Заслуженный учитель школы РСФСР». Награждена медалями. 
Скончалась 25 апреля 1999 года в г. Йошкар-Оле. Похоронена на Туруновском кладбище г. Йошкар-Олы.

## Признание заслуг
- Заслуженный учитель школы РСФСР (1966)[1][2]
- Знак «Отличник народного просвещения» (1950)[4]
- Медаль «За доблестный труд в Великой Отечественной войне 1941—1945 гг.»
- Медаль «За доблестный труд. В ознаменование 100-летия со дня рождения Владимира Ильича Ленина» (1970)

## Память
Отдельные фотографии и личные вещи заслуженного учителя школы РСФСР С. В. Пчелиной ныне хранятся в Национальном музее Республики Марий Эл имени Т. Евсеева. 